# Mutnowskij

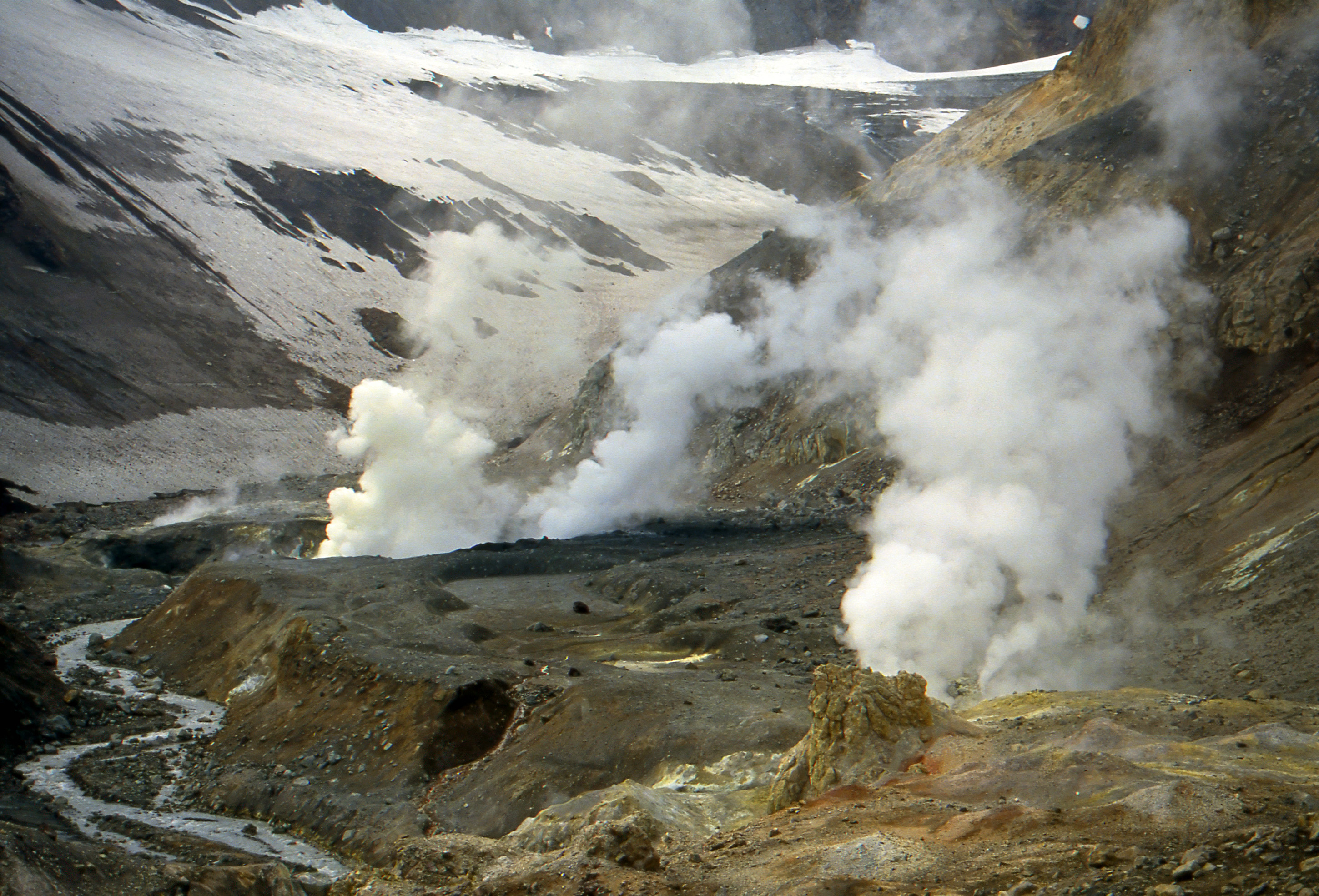
Pole fumaroli w kraterze wulkanu Mutnowskij (1993)

Mutnowskij (ros. Мутновский), także Mutnowskaja Sopka (ros. Мутно́вская сопка) – wulkan złożony na półwyspie Kamczatka w Rosji.

## Geografia
Masyw wulkaniczny w południowej części półwyspu Kamczatka w Rosji , ok. 75–80 km na południe od Pietropawłowska Kamczackiego .
Złożony z czterech stratowulkanów o budowie bazaltowej . Najstarsze partie pochodzą z pliocenu , a najmłodszy wulkan Mutnowskij IV zaczął formować się we wczesnym holocenie . Osiąga maksymalną wysokość 2322 m n.p.m.
Na szczycie liczne kratery . Po stronie zachodniej dwa częściowo zachodzące na siebie kratery o średnicy 1,5–2 km i głębokości od 300 do 600 m, wypełnione lodem i firnem . Karter północny przecina rzeka Wulkannaja, która tworzy 80-metrowy wodospad spadając do wąskiego wąwozu o stromych ścianach . Niewielkie jezioro z ciepłą wodą (o średnicy 200–300 m) wypełniające południowo-zachodni krater ostygło na początku lat 60. XX w., a krater wypełnił lodowiec . Po erupcji w roku 2000 lód uległ stopieniu, tworząc jezioro o średnicy 200 m, które zanikło w okresie dwóch lat od wybuchu . W 2009 roku do jednego z aktywnych kraterów po raz pierwszy w historii wskoczył ubrany w specjalny kombinezon sportowiec – Walerij Rozow (1964–2017).
Masyw leży w obrębie rezerwatu przyrody „Jużno-Kamczatskij” i parku przyrody „Wulkany Kamczatki” (do 2010 roku na terenie parku przyrody „Jużno-Kamczatskij”)  – a od 1996 roku znajduje się na obszarze wpisanym na listę światowego dziedzictwa kulturowego UNESCO pod nazwą „Wulkany Kamczatki” .

## Aktywność
Jeden z najbardziej aktywnych wulkanów południowej Kamczatki . Charakteryzuje się erupcjami eksplozywnymi, lawa płynęła jedynie podczas wybuchu w 1904 roku . Wulkan wybuchał przynajmniej 16 razy, a najpotężniejsza erupcja z miała miejsce w 1848 roku . Kolejne wybuchy odnotowano w latach 1852–1854, 1916–1917, 1927–1928 i 1938–1939 . Współczesna aktywność wulkaniczna koncentruje się w północnej części wulkanu . W okresach spoczynku notowana jest tam potężna aktywność fumarolowa, przy czym temperatury fumaroli sięgają 300°C . 
Na przełomie 1960 i 1961 roku doszło do słabej erupcji freatycznej . Ostatnia odnotowana erupcja miała miejsce w 2000 roku . W wyniku wybuchu powstała chmura na wysokość 2,5 km oraz strumień gorącego błota, które osadziło się w kraterze północno-wschodnim . 